# Senare Yan
Senare Yan (后燕; Hòuyàn) var en stat under tiden för De sexton kungadömena i Kina. Staten existerade år 384 till 409. Staten kontrollerade dagens Hebei, Shandong och delar av Liaoning, Shanxi och Henan. Huvudstad var Zhongshan (dagens Dingzhou) i Hebei.
Staten grundades av Murong Chui (慕容垂) som tillhörde folkgruppen Xianbei. Murong Chui  var befälhavare i staten Tidigare Qin. År 384 bröt han relationen med Tidigare Qin och utropade sig som Kung av Yan (燕). 386 hade Murong Chui återerövrat samma territorium som kontrollerades av Tidigare Yan. Senare Yan förintade 392 stated Di-Wei. År 395 gick Senare Yan i krig mot Norra Wei, men led stora förluster 396 varefter Norra Wei to kontroll över huvudstaden Zhongshan. År 409 erövrades Senare Yans återstående territorium av Norra Yan.